# Shades of Cool
„Shades of Cool” este un cântec al cântăreței Americane Lana Del Rey, de pe al treilea album de studio Ultraviolence (2014). Piesa a fost scrisă de către Del Rey și Rick Nowels, și produsă de către Dan Auerbach. Piesa a fost lansată pe data de 26 mai 2014 prin intermediul casei de discuri Interscope Records ca și al doilea single de pe Ultraviolence. Liric, cântecul povestește despre un om "inrecuperabil".
„Shades of Cool” a primit în general aprecieri din partea criticilor de muzică, care a lăudat stilul său muzical. Câțiva dintre ei au fost de părere că piesa ar fi potrivită pentru un film James Bond. Comercial, single-ul a fost un succes moderat, ajungând pe locul 79 pe US Billboard Hot 100 și a intrat în topurile 40 de la câteva clasamente de muzică, inclusiv Belgia, Franța, Italia și Spania. Un videoclip pentru „Shades of Cool” a fost regizat de către Jake Nava și a fost descris ca un film noir vizual.

## Clasamente
| Clasament (2014)                       | Poziție maximă |
| -------------------------------------- | -------------- |
| Australia (ARIA)                       | 50             |
| Belgia (Ultratop Wallonia)             | 40             |
| Canada (Canadian Hot)                  | 52             |
| Cehia (Singles Digitál)                | 79             |
| Grecia (Billboard)                     | 3              |
| Franța (SNEP)                          | 37             |
| Ungaria (Single Top 40)                | 19             |
| Italia (FIMI)                          | 35             |
| Spania (PROMUSICAE)                    | 31             |
| Elveția (Schweizer Hitparade)          | 43             |
| Statele Unite ale Americii (Billboard) | 79             |

## Istoricul lansărilor
| Țară                       | Dată        | Format              | Casă de discuri       | Ref.  |
| -------------------------- | ----------- | ------------------- | --------------------- | ----- |
| Belgia                     | 26 mai 2014 | Descărcare digitală | Universal Music Group | [ 1 ] |
| Franța                     | 26 mai 2014 | Descărcare digitală | Universal Music Group | [ 2 ] |
| Luxemburg                  | 26 mai 2014 | Descărcare digitală | Universal Music Group | [ 3 ] |
| Portugalia                 | 26 mai 2014 | Descărcare digitală | Universal Music Group | [ 4 ] |
| Spania                     | 26 mai 2014 | Descărcare digitală | Universal Music Group | [ 5 ] |
| Elveția                    | 26 mai 2014 | Descărcare digitală | Universal Music Group | [ 6 ] |
| Statele Unite ale Americii | 26 mai 2014 | Descărcare digitală | Interscope Records    | [ 7 ] |